# 亀山市立神辺小学校
亀山市立神辺小学校（かめやましりつ かんべしょうがっこう）は、三重県亀山市太岡寺町1310にある市立の小学校。

## 沿革
- 1876年3月1日 - 学制の施行により、布気学校、山木学校が設置される[1][2]。
- 1883年10月 - 布気学校、山木学校、野村学校が統合され、修道学校となる[2]。
- 1887年4月 - 小学校令、三重県令第4号の施行により、布気小学校簡易科授業所が設置される[2]。
- 1891年5月25日 - 神辺尋常小学校に改称される[1]。
- 1914年4月1日 - 高等科が設置され、神辺尋常高等小学校となる[2]。
- 1941年4月1日 - 国民学校令の施行により、神辺村国民学校となる[2]。
- 1947年4月1日 - 学校教育法の施行により、神辺村立神辺小学校となる[2]。
- 1955年2月1日 - 神辺村の廃村により、亀山市立神辺小学校となる[1]。

## 学区
- 小野町[3]
- 木下町[3]
- 太岡寺町[3]
- 布気町[3]
- 山下町[3]

## 主な進学先
市立の中学校に進学する場合、神辺小学校の学区全域が、亀山市立亀山中学校の学区となる。

## 学区内の主な施設
- 亀八食堂[5]
- 亀山パーキングエリア[6]